# شاين دريك
شاين دريك (بالإنجليزية: Shane Drake)‏ هو منتج أفلام أمريكي، ولد في القرن العشرين.

## وصلات خارجية
- شاين دريك على موقع IMDb (الإنجليزية)
- شاين دريك على موقع ميوزك برينز (الإنجليزية)